# 2782 Leonidas
A 2782 Leonidas (ideiglenes jelöléssel 2605 P-L) a Naprendszer kisbolygóövében található aszteroida. Cornelis Johannes van Houten,  Ingrid van Houten-Groeneveld,  Tom Gehrels fedezte fel 1960. szeptember 24-én.